# Грос-Радиш

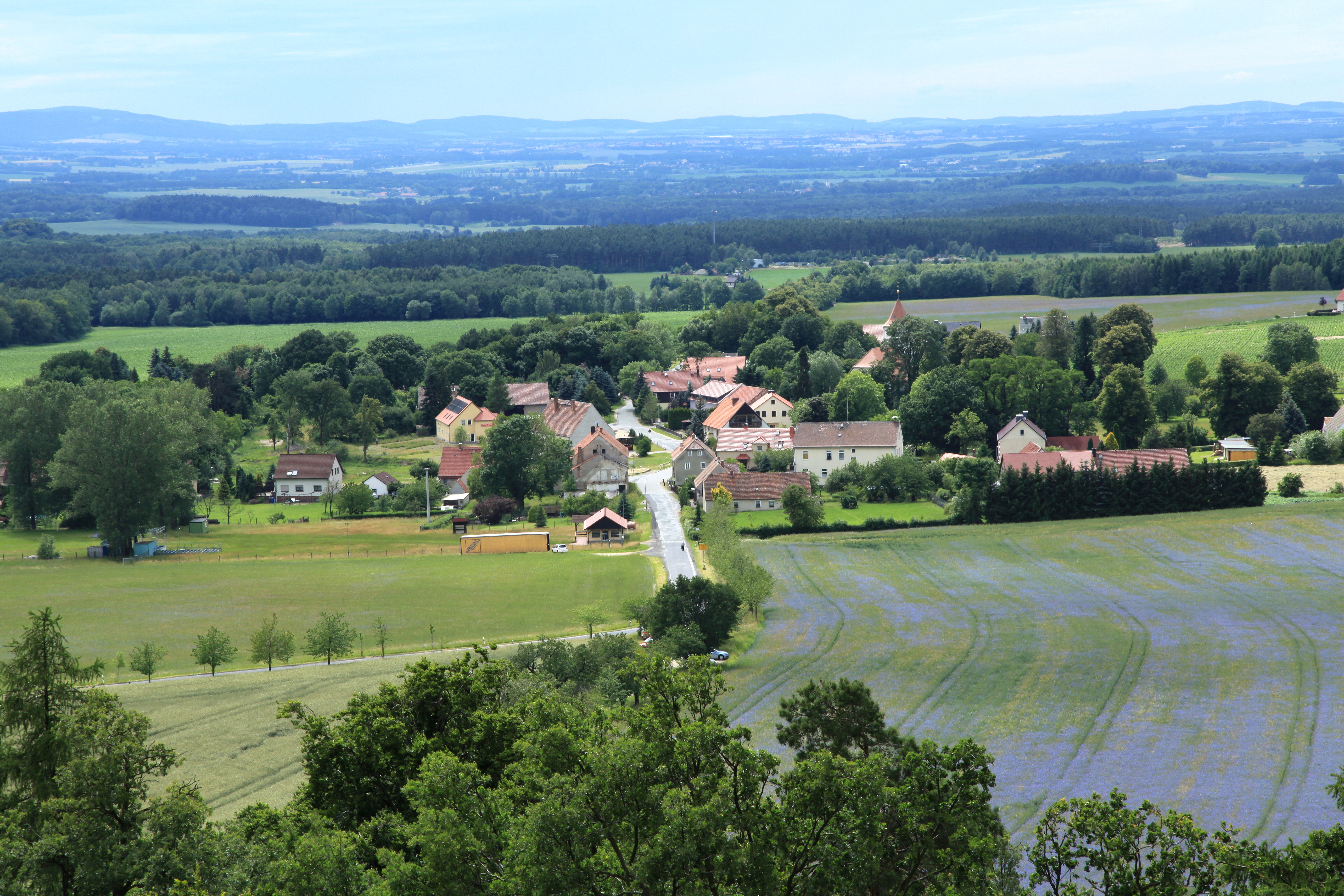

Грос-Ра́диш или Ра́дшов (нем. Groß Radisch; в.-луж. Radšowо файле) — деревня в Верхней Лужице, Германия. Входит в состав коммуны Хоэндубрау района Гёрлиц в земле Саксония. Подчиняется административному округу Дрезден.

## География
Находится на территории биосферного заповедника «Пустоши и озёра Верхней Лужицы». Примерно в пяти километрах на северо-восток от деревни находится крупнейшее водохранилище Верхней Лужицы Квицдорф (Kwětanecy — Кветанецы). На востоке от деревни располагается холм Монументберг (Monument hora — Монументна-гора) со смотровой башней.
Через деревню проходит автомобильная дорога K 8457.
Соседние населённые пункты: на севере — деревни Лайпген коммуны Мюка и Штайнольза коммуны Квицдорф-ам-Зе, на северо-востоке — деревня Кольм коммуны Квицдорф-ам-Зе, на востоке — деревня Диза коммуны Вальдхуфен, на юго-востоке — деревня Трена, на юге — деревня Йерхецы, на юго-западе — деревня Гбельск и на западе — деревни Горне-Брусы и Вукранчицы.

## История
Впервые упоминается в 1419 году под наименованием Radeschaw (Radischwicz). С 1995 года входит в состав современной коммуны Хоэндубрау.
Исторические немецкие наименования
- Radeschaw, Radischwicz, 1419
- Radischaw, 1422
- Radischo, 1490
- Radisch, 1670
- Groß Radisch, 1767

## Население
Согласно статистическому сочинению «Dodawki k statisticy a etnografiji łužickich Serbow» Арношта Муки в 1884 году в деревне Радшов проживало 510 человек (из них — 389 серболужичанина (76 %).
Лужицкий демограф Арношт Черник в своём сочинении «Die Entwicklung der sorbischen Bevölkerung» указывает, что в 1956 году при общей численности в 735 человека серболужицкое население деревни составляло 2 % (из них верхнелужицким языком активно владело 7 человек, 7 — пассивно и 1 несовершеннолетний владелоязыком).
| 1825 | 1871 | 1885 | 1905 | 1925 | 1939 | 1946 | 1950 | 1964 | 1990 | 2011 |
| ---- | ---- | ---- | ---- | ---- | ---- | ---- | ---- | ---- | ---- | ---- |
| 433  | 546  | 476  | 436  | 452  | 713  | 811  | 738  | 592  | 538  | 325  |